# NGC 7030
NGC 7030 is een balkspiraalstelsel in het sterrenbeeld Steenbok. Het hemelobject werd in 1886 ontdekt door de Amerikaanse astronoom Francis Preserved Leavenworth.

## 27 Capricorni
Vanaf de aarde gezien bevindt het sterrenstelsel NGC 7030 zich iets minder dan een halve graad ten oosten van de ster 27 Capricorni. Amateurastronomen kunnen 27 Capricorni aanwenden als gidsster om te trachten dit uiterst lichtzwakke sterrenstelsel te zien te krijgen, of te fotograferen.

## Synoniemen
- ESO 598-28
- MCG -4-50-3
- IRAS 21083-2041
- PGC 66283